# 973計画
973計画（簡体字: 973计划、英語: Program 973, Plan 973）または国家重点基礎研究発展計画（こっかじゅうてんきそけんきゅうはってんけいかく）は、中華人民共和国の基礎研究の強化を目的とした計画。

## 概要
将来の発展に役立つ基礎研究の強化を目的として朱鎔基総理により1997年3月に実施が決定されたことから、973計画と呼ばれる。
2016年に973計画、863計画、国家科学技術支援計画、国際科学技術協力・交流特別プロジェクト、国家発展改革委員会と工業情報化部が管理する産業技術研究・開発資金、関連機関が管理する公益性業界科学研究特別プロジェクトが国家重点研究開発計画に統合された。

### 分野
1. 農業
2. エネルギー
3. 情報
4. 資源環境
5. 人口と健康
6. 材料
7. 複合分野
8. 重要科学先端分野